# Gare de Figueras - Vilafant
Ne doit pas être confondu avec Gare de Figueras.
 (décembre 2013).
Si vous disposez d'ouvrages ou d'articles de référence ou si vous connaissez des sites web de qualité traitant du thème abordé ici, merci de compléter l'article en donnant les références utiles à sa vérifiabilité et en les liant à la section « Notes et références ».
La gare de Figueras - Vilafant est une gare ferroviaire espagnole de la LGV Madrid-Barcelone-Figueras, située sur les territoires des communes de Figueras et de Vilafant, dans la province de Gérone, en Catalogne.
C'est une gare de la Renfe, desservie par des trains à grande vitesse (TGV inOui, AVE, Avlo, Euromed et Avant).

## Situation ferroviaire
La gare de Figueras - Vilafant est située au point kilométrique (PK) 749,618 de la LGV Madrid-Barcelone-Figueras (ADIF). Elle se trouve peu avant la connexion avec la ligne de Perpignan à Figueras (Línea Figueras Perpignan S.A. ; anciennement TP Ferro), et sur un raccordement avec la ligne classique Barcelone – Cerbère (ADIF).

## Histoire

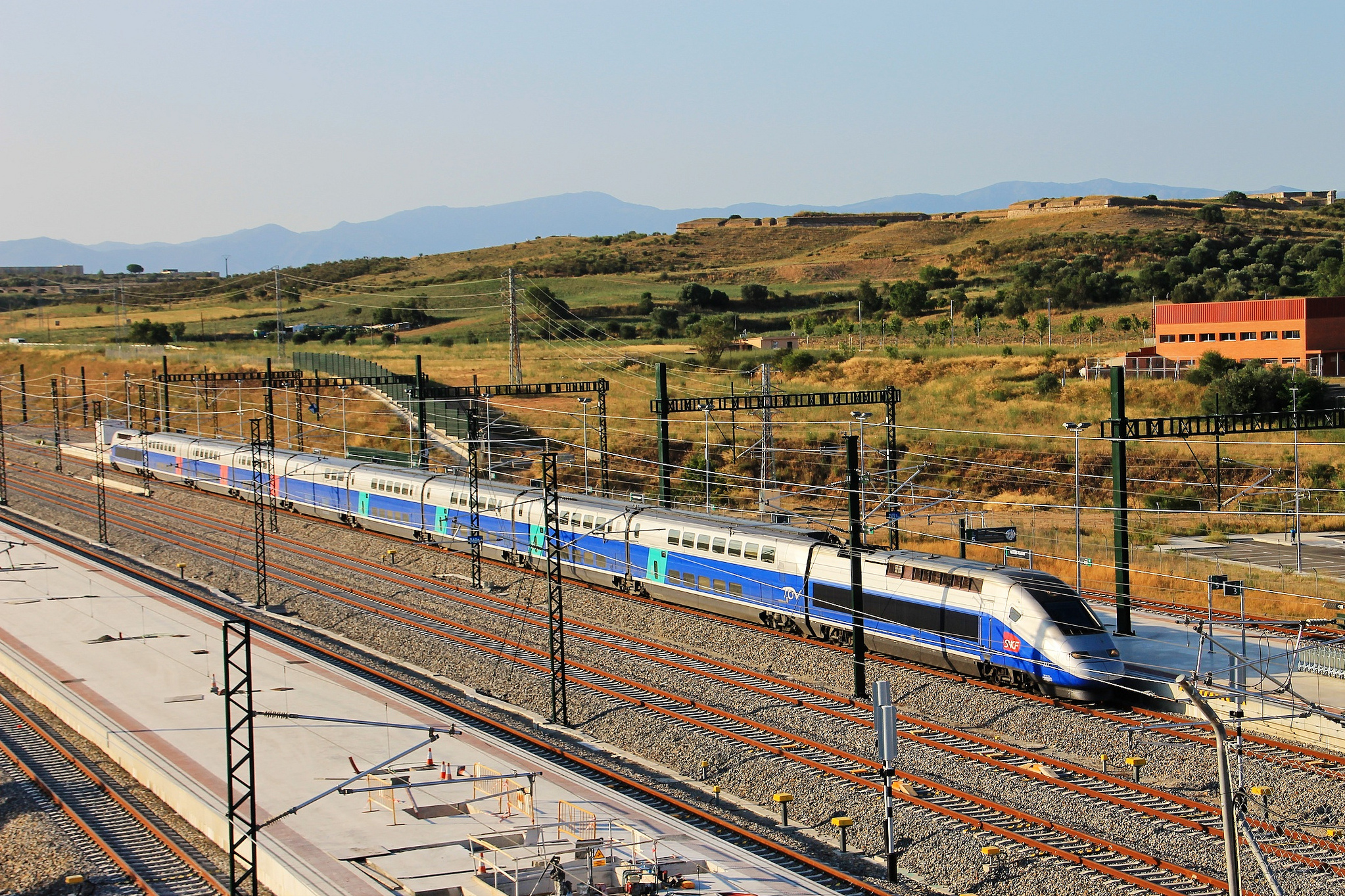
TGV en gare de Figueras - Vilafant. En arrière-plan, vue sur le château de Sant Ferran.

Alors que la France a construit son réseau à grande vitesse ferroviaire de Paris vers Lyon puis Montpellier, et l'Espagne de Séville vers Madrid puis Barcelone, il n'y avait pas d'interconnexion entre ces réseaux nationaux. Les deux pays se sont accordés pour que cela se réalise, à travers un tronçon sous concession privée, la ligne de Perpignan à Figueras. Celle-ci est reliée avec le réseau à grande vitesse espagnol existant à Figueras, et avec le réseau français conventionnel près de Perpignan. La concession a été attribuée à TP Ferro, qui l'inaugure le 19 décembre 2010. Le projet de cette ligne comprenant la construction de la gare, elle a été inaugurée simultanément, tandis que la LGV Madrid-Barcelone-Figueras n'était pas encore terminée. Pour pallier ce décalage de planification, et afin d'éviter un préjudice à la société TP Ferro, la continuité par correspondance a été fournie à travers un raccordement avec une ligne du réseau conventionnel espagnol vers Barcelone, permettant ainsi l'exploitation de la gare.
La LGV Madrid-Barcelone-Figueras a été finalisée en janvier 2013, complétant ainsi la connexion de la gare. Bien que des projets existent pour que le système ERTMS devienne un système unique au niveau européen, des différences, notamment de signalisation ferroviaire et d'autres systèmes de sécurité entre les réseaux français et espagnols, conduisent dans un premier temps à utiliser cette gare comme point de transbordement pour les voyageurs qui veulent effectuer un trajet à grande vitesse entre la France et l'Espagne. Ce problème a été résolu en décembre 2013 ; depuis, la gare n'est qu'un arrêt intermédiaire sur les liaisons internationales (gérées par l'alliance Renfe-SNCF en Coopération jusqu'en décembre 2022, la Renfe relançant seule les AVE concernés en juillet 2023 dans le cadre de l'ouverture à la concurrence).

## Service des voyageurs

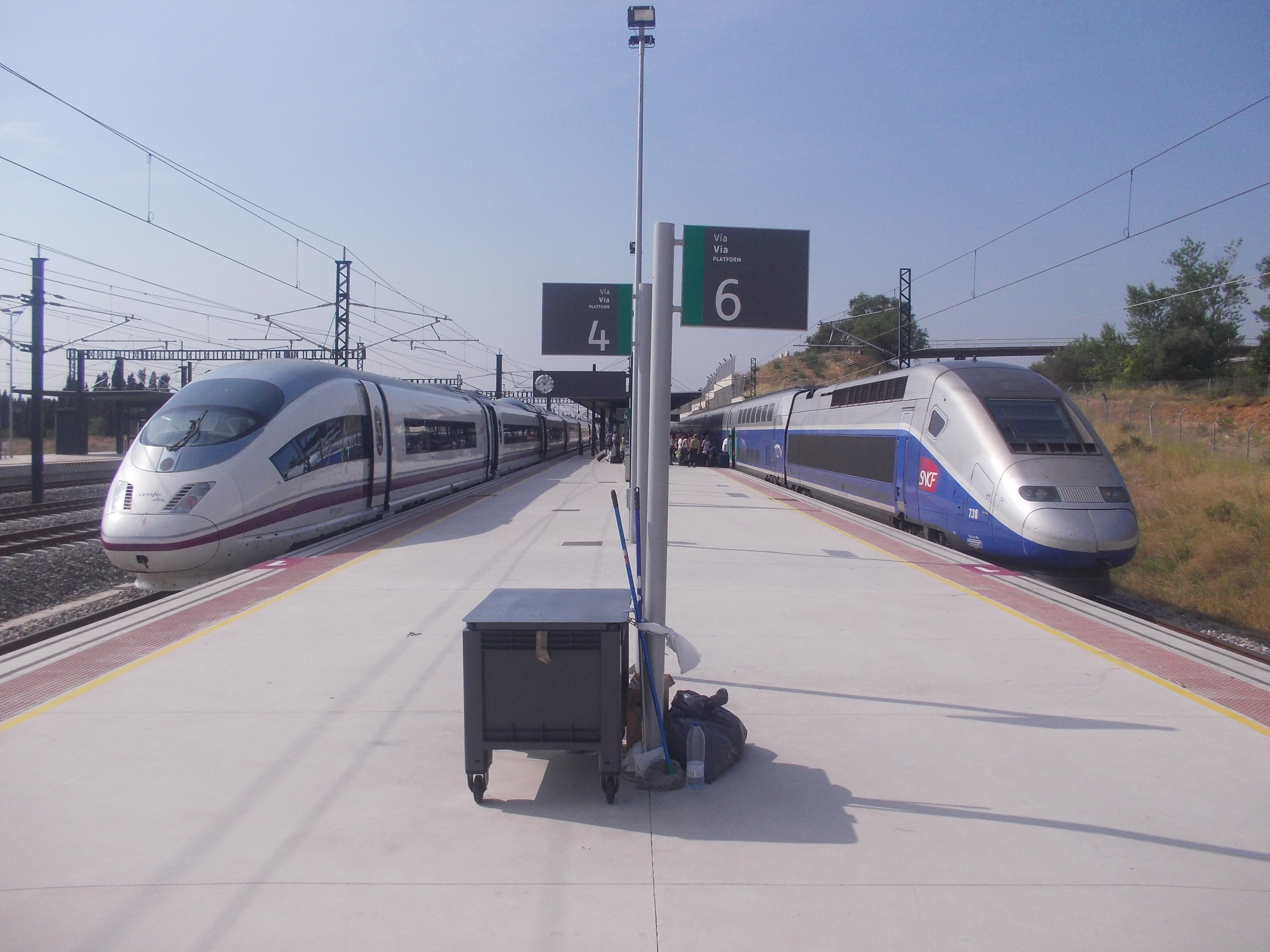
Un et un TGV Dasye, en juillet 2013.

### Desserte
La gare est desservie par :
- des TGV inOui : Barcelone – Figueras - Vilafant – Perpignan – Montpellier – Paris ;
- des AVE :
  - Madrid – Barcelone – Figueras - Vilafant / Perpignan – Montpellier – Marseille,
  - Barcelone – Figueras - Vilafant – Perpignan – Montpellier – Lyon ;
- des Avlo : Madrid – Barcelone – Figueras - Vilafant ;
- des Euromed : Alicante (es) / Valence – Barcelone – Figueras - Vilafant ;
- des trains Avant : Barcelone – Figueras - Vilafant.